# Astrodicticum simplex

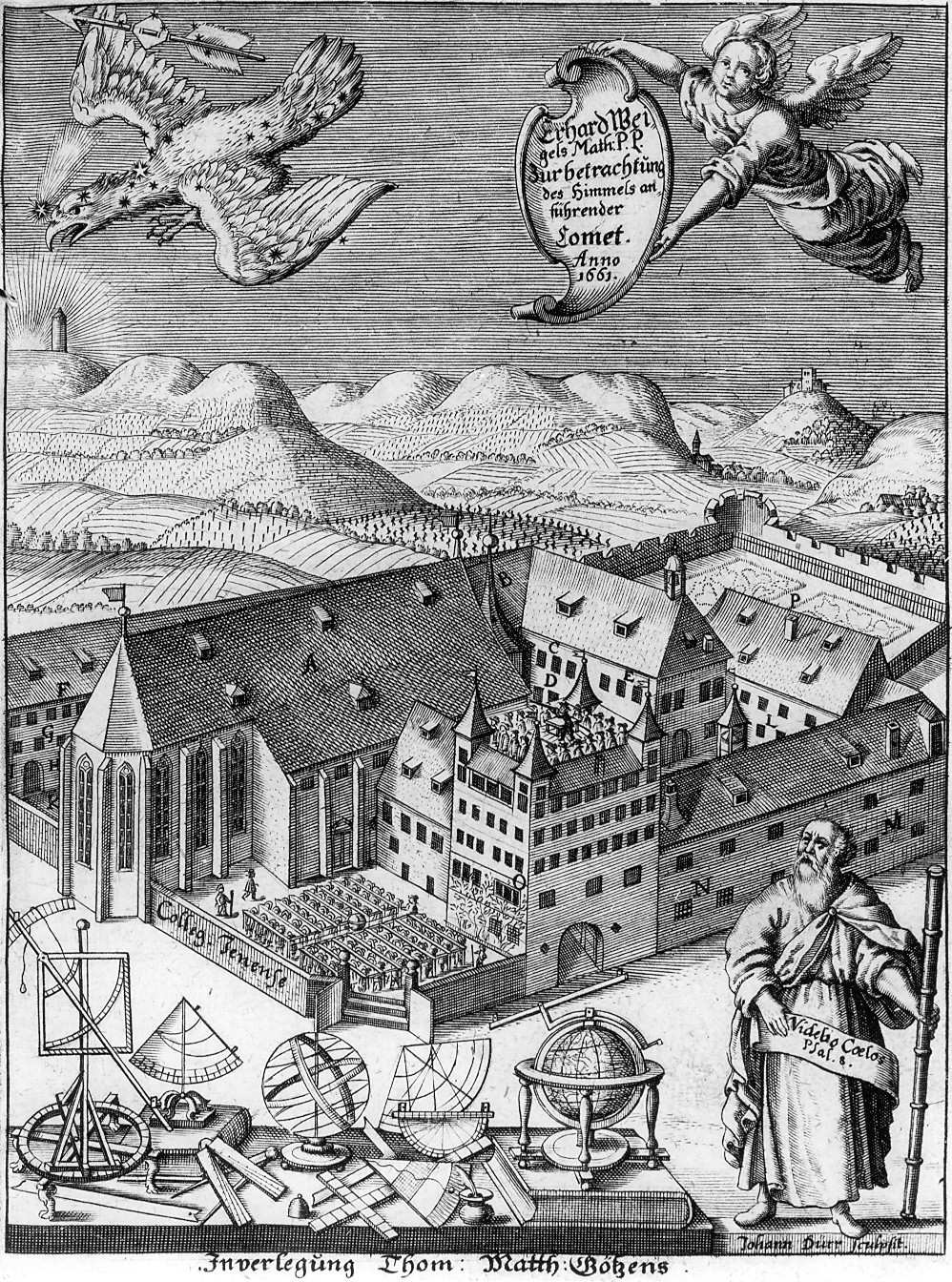
Das Collegium Jenense nach dem
Kupferstich von Johann Dürr in Weigels Schrift Himmelsspiegel aus dem Jahr 1661. Im Vordergrund sind astronomische Instrumente abgebildet. Rechts in der Reihe der astronomischen Instrumente sieht man einen mit einem Astrodicticum simplex versehenen Himmelsglobus.

Das Astrodicticum simplex („einfacher Stern-Zeiger“, von griechisch ἄστρον ástron „Stern“, δεικτικός deiktikós „Anzeige-“ und lateinisch simplex „einfach“) ist ein von Erhard Weigel zu universitären Lehrzwecken entwickeltes astronomisches Instrument, welches das Auffinden von Sternen und Sternenkonstellationen am Sternenhimmel erleichtern sollte.

## Aufbau
Ein Astrodicticum simplex besteht aus einem „Zeiger“ und einer parallel zu diesem Zeiger montierten Visiereinrichtung (Visierlineal), die über einen Metallbogen von einem Viertelkreis miteinander verbunden sind, und auf einem Himmelsglobus montiert wird.
Erhard Weigel selbst hat das Instrument wie folgt beschrieben:

„Astrodicticum Simplex. Ein Stern-Weiser/Ohne Vorzeigung alle Stern vor sich zu kennen. Ist eine Regul auf die gestellte Himmels-Kugel zu appliciren/daß/wenn die Regul auf den begehrten Stern am Himmel gerichtet wird/so weiset ein Circkelbogen am Instrument auf der Himmels-Kugel/was es vor ein Stern sey.“

## Funktionsweise
Ziel ist, eine Ausrichtung des Visierlineals auf den mit dem „Zeiger“ auf dem Himmelsglobus angezeigten Stern am Sternenhimmel zu erreichen, um so ungeübten Beobachtern das Auffinden des jeweiligen Sterns am Sternenhimmel zu ermöglichen.
Für Sterne am Sternenhimmel, auf die das Visierlineal gerichtet ist, werden dann von dem „Zeiger“ auf dem Himmelsglobus die jeweiligen Sterne mit ihren Namen nachgewiesen. Richtet man umgekehrt den „Zeiger“ auf einen Stern auf dem Himmelsglobus, den man am Sternenhimmel aufspüren und beobachten möchte, so liefert dann das Visierlineal die Position des gesuchten Sterns und weist in dessen Richtung.
Eine Kontrolle der Ausrichtung des Astrodicticum simplex kann mit Hilfe eines Leitsterns geeigneter Helligkeit erfolgen, der von einem erfahrenen Beobachter in Richtung des Visierlineals fixiert wird. Der „Zeiger“ des Astrodicticum simplex muss dann genau auf das Abbild dieses Sterns auf dem Himmelsglobus gerichtet sein. Tritt hierbei auch nur ein geringer Winkelabstand auf – was bereits nach wenigen Beobachtungsminuten der Fall ist, driften die auf dem Himmelsglobus abgebildeten Sterne und die entsprechende Sterne am Sternenhimmel auseinander.
Die Beobachtung von Sternen mit Hilfe des Astrodicticum simplex setzt ein akkurates Abbild des Sternenhimmels auf dem zum Einsatz kommenden Himmelsglobus voraus und erfordert zudem eine präzise zeitliche Synchronisation zwischen Himmelsglobus und Sternenhimmel. Während der Beobachtung des Sternenhimmels mit Hilfe des Astrodicticum simplex ist eine ständige Nachführung des Himmelsglobus notwendig.

## Heutige Bedeutung
Nach Johann Dorschner ist das Astrodicticum simplex wahrscheinlich das einzige von Erhard Weigel erfundene Gerät, das heute noch – in modifizierter Form – produziert wird.

## Namensgebung
Florian Freistetter hat sein Wissenschaftsweblog Astrodicticum simplex bei ScienceBlogs, in Anlehnung an Erhard Weigels Engagement als „populariser of science“ nach diesem Instrument benannt.